# Îles des Deux Frères (Skikda)
Pour les articles homonymes, voir Deux Frères.
Les deux frères sont deux îles inhabitées de la mer Méditerranée à Aïn Zouit en Algérie.

## Description
Les Deux Frères sont deux îlots situées à environ 1 km de la côte et à 4 km au nord ouest de l'île Srigina.
La superficie des deux îles est d'environ 0,6 hectare.
Les deux gros rochers sont appelés "les deux frères" ou, en arabe, Djézaïr el Kalaa (les îles noires).
Le plus grand îlot, nommé Tarsakh ou Tarsa est un rocher nu, pyramidal.
Le plus petit, de forme conique, est nommé l'autre frère.